# Albula (ryba)
Albula (Albula vulpes) – gatunek morskiej ryby z rodziny albulowatych (Albulidae). Ceniona w wędkarstwie sportowym.

## Występowanie
Wody tropikalne zachodniego Atlantyku od Karoliny Północnej do Brazylii, oraz zachodniego Pacyfiku od Kalifornii do Peru. Występuje na głębokości do 80 metrów. 

## Opis
Ciało bocznie spłaszczone o srebrzystych bokach i oliwkowatym grzbiecie. Płetwy szarego koloru. Narybek upodabnia się do swych rodziców dopiero po osiągnięciu 7–8 cm długości.
Osiąga długość około 1 m i 10 kg masy ciała. Może wpływać w wody półsłone, a także w górę rzek śródlądowych.
Jest cenioną rybą w sporcie wędkarskim.